# Марич, Любица
Любица Ма́рич (серб. Љубица Марић, хорв. Ljubica Marić; 18 марта 1909, Крагуевац, Сербия — 17 сентября 2003, Белград, Сербия) — сербский и югославский композитор и педагог. Член Сербской академии наук и искусств.

## Биография
Родилась в Крагуеваце. Начала обучение музыке у Йосипа Славенского, продолжив его в 1929 году в Пражской консерватории у Йозефа Сука и Алоиса Габы (композиция). Здесь входила в «пражскую группу» композиторов, куда, кроме неё самой. входили: Станойло Раичич, Драгутин Чолич, Миховил Логар, Воислав Вучкович и Милан Ристич. Будучи студенткой, она получила похвалу на фестивалях в Амстердаме, Страсбурге и Праге. С 1945 года преподавала в Музыкальной академии в Белграде (с 1957 — профессор). Она также занималась изобразительным искусством, писала философские стихи. Писала музыку к кинофильмам.
В лучших произведениях Марич присутствует сплав элементов сербского фольклора и средневекового мелоса с приёмами современной техники письма.

## Сочинения
- Музыка для оркестра (1933)
- Музыка для октоиха (1958)
- Византийский концерт для фортепиано с оркестром (1959)
- камерно-инструментальные ансамбли
- сочинения для фортепиано
- сочинения для голоса с фортепиано
- кантаты